# Марк Антоній Полемо II
Марк Антоній Полемон II (? - 69/72) — династ Ольбського царства в західній частині Кілікії Трахеї між 54 - 69/72 роками. 
Цього правителя іноді плутають з його сучасником, двоюрідним братом і майже тезкою Марком Антонієм Полемоном II.

## Життєпис
Марк Антоній Полемон II був старшим сином Марка Антонія Полемона I, царя Ольби, і онуком Марка Антонія Полемон I Евсеба, царя Понту. Він змінив батька на посаді «суверенного клієнта» Риму як династ Ольби.
54 року одружився з Вернікою, донькою царя Юдеї Ірода Агріппи I, заради якої він погодився зробити обрізання та прийняти юдаїзм. Але дружина (в якої це був вже третій шлюб) покинула його невдовзі після весілля. За переказами Йосипа Флавія, Верніка через свою нестриманість покинула чоловіка і продовжила жити при дворі брата, з яким в неї був інцест.